# Caprabo
Caprabo is een Spaanse supermarktketen met het hoofdkantoor in Barcelona.
De eerste winkel deed in 1959 de deuren open in die stad. Het was de eerste supermarkt in Spanje die een klantenkaart introduceerde. In het jaar 2000 kreeg de onderneming van de Generalitat de Catalunya de Premi Nacional a la Projecció Social de la Llengua Catalana. Sinds juni 2007 is de Caprabo voor 75 procent in het bezit van de distributiegroep Eroski. 
In 2008 had de keten een omzet van 1.671 miljoen euro in 359 winkels met een tewerkstelling van ongeveer 10.100 personen. De voornaamste afzetgebieden zijn Catalonië, Madrid en Navarra.